# Златоглавый квезаль
Златоглавый квезаль (лат. Pharomachrus pavoninus) — вид птиц семейства трогоновых. Распространены в северном регионе бассейна Амазонки от Колумбии до Боливии. Наиболее примечательными характеристиками, помогающими идентифицировать эту птицу, являются её оперение, красный клюв (у самцов; у самок клювы серые) и её распространение — это единственный квезаль, обитающий в низменных тропических лесах к востоку от Анд.

## Классификация
Подвидов не выделяют.

## Описание
Как и многие другие квезали, златоглавые квезали довольно ярко окрашены, демонстрируя некоторый половой диморфизм, причём самки заметно тусклее, чем самцы. Златоглавые квезали в целом больше всего напоминают P. auriceps.
У самца златоглавого квезаля перья на спине, груди, срединных кроющих крыла, надхвостье радужно-зеленые с чёрным основанием, некоторые с бронзовой каймой. Перья на голове имеют цвет от золотисто-коричневого до золотисто-зелёного, живот ярко-красный. Бёдра чёрные. Клюв напоминает красный цвет живота и жёлтый на кончике. Цвет радужки от красноватого до коричневатого. Ноги и пальцы на ногах имеют цвет от желтоватого до коричневатого. У самца златоглавого квезаля перья на затылке образуют щетинистый гребень. На крыле верхние кроющие перья вырастают умеренно длинными и заострёнными, доходящими до основных.
Самка златоглавого квезаля похожа на самца, однако имеются отличия в оперении (более жёлтая окраска) и узорчатом хвосте. Голова коричневая или сероватая. Кончики перьев крыльев более охристые, чем у самца, а брюшко становится более коричневато-красным.

## Распространение и среда обитания

### Распространение
Златоглавый квезаль круглый год обитает в бассейне Амазонки. Его ареал пересекает границы Бразилии и Венесуэлы, юго-восточной Колумбии, восточного Эквадора и Перу, а также северной Боливии. В частности, он встречается в штатах Амазонас и Боливар в Венесуэле, Амазонас и Рорайма в Бразилии, Бени и Пандо в Боливии, и некоторых других местах. С точки зрения географических особенностей, павониновый кетсаль, кажется, избегает реки Тапажос на юго-востоке, реки Ориноко на севере и Анд на западе. В целом, основная часть их распространения приходится на 10° с. ш. и 15° ю. ш..

### Среда обитания
Златоглавый квезаль — единственный квезаль, встречающийся в низменных тропических лесах Южной Америки к востоку от Анд. В лесу обитает на нижнем и среднем подлеске на высоте от 250 до 1200 метров над уровнем моря.. По другим источникам, этот квезаль обитает на более низких высотах, до 700 м над уровнем моря.

## Поведение
Златоглавый квезаль остаётся плохо изученным видом, а это означает, что многое неизвестно о поведении данного вида.

## Питание
Как и большинство квезалей, златоглавый квезаль в первую очередь плодоядный. Исследование содержимого желудков девяти экземпляров этого вида птиц показало, что восемь птиц ели исключительно различные фрукты, тогда как другая ела смесь фруктов и членистоногих. В 2007 году в коротком отчёте было задокументирован рацион пары и их новорождённого. Примерно половина рациона птенца вскоре после вылупления состояла из древесных лягушек, а другая половина состояла из фруктов. В частности, древесные лягушки принадлежали только к двум родам: Hyla и Phyllomedusa, в то время как почти половина плодов представлена Lauraceae. В течение нескольких недель, которые потребовались для того, чтобы птенец оперился, родители увеличили долю фруктов в рационе.

## Размножение
Существует достаточный пробел в знаниях о размножении златоглавых квезалей. Однако в качестве общей тенденции представляется, что размножение включает в себя ухаживание, некоторую комбинацию визуальных представлений сидя и в воздухе, некоторые взаимные вокальные проявления. Эти птицы также кажутся моногамными и работают вместе, чтобы выкапывать гнездо. Они выбирают места для гнездования на гниющих деревьях, старых дуплах дятлов и некоторых других местах. Они практически не обеспечивают подкладки. Сообщается о предполагаемых гнёздах на высоте от 4 до 9 м над уровнем земли. Единственное подтверждённое сообщение о гнездовании златоглавого квезаля описывает гнездо как полую, в основном голую полость, достаточно глубокую, чтобы скрыть обеих взрослых особей, с круглым или клиновидным входом. В отчёте также сообщается, что кладка содержала два яйца, что типично для этой группы. Яйца были бледно-голубые, с несколькими светло-коричневыми крапинками. Яйца весили от 8,5 до 13,5 г и имели размеры 27,6-28,1 мм на 31,5-32,4 мм. В насиживании участвовали представители обоих полов. Самцы, возможно, насиживают в течение дня, примерно с 10 утра до заката (около 18:00), а самки насиживают всю ночь и рано утром. Инкубация длится не менее 14-17 дней. После вылупления птнцов взрослые начинают проводить в гнезде меньше времени, и в основном самец доставляет пищу для детёнышей, хотя оба родителя их посещают. Птенцы сильно зависят от родителей в еде, даже после того, как оперятся.